# 馬克西米利安·艾格斯坦
馬克西米利安·艾格斯坦（Maximilian Eggestein，德語發音：[maksiˈmiːli̯aːn ˈʔɛɡəʃtaɪ̯n]，1996年12月8日—）是一名德國職業足球運動員，司職攻擊型中場，現效力於德甲的弗賴堡。
他的弟弟約翰内斯·艾格斯坦效力於德乙的聖保利。

## 外部連結
- 馬克西米利安·艾格斯坦－UEFA國際賽競賽紀錄
- Soccerway資料庫：馬克西米利安·艾格斯坦
- fussballdaten.de：馬克西米利安·艾格斯坦之統計數據 （德文）